# Kutno (gromada 1961–1968)
Kutno (od 1 VII 1968 Kutno-Zachód) – dawna gromada, czyli najmniejsza jednostka podziału terytorialnego Polskiej Rzeczypospolitej Ludowej w latach 1954–1972.
Gromady, z gromadzkimi radami narodowymi (GRN) jako organami władzy najniższego stopnia na wsi, funkcjonowały od reformy reorganizującej administrację wiejską przeprowadzonej jesienią 1954 do momentu ich zniesienia z dniem 1 stycznia 1973, tym samym wypierając organizację gminną w latach 1954–1972.
Gromadę Kutno siedzibą GRN w mieście Kutnie (nie wchodzącym w jej skład) utworzono 31 grudnia 1961 w powiecie kutnowskim w woj. łódzkim z obszarów zniesionych gromad Gołębiewek Nowy, Nowa Wieś i Podczachy.
1 stycznia 1973 w powiecie kutnowskim reaktywowano zniesioną w 1954 roku gminę Kutno.
Jednostka o nazwie gromada Kutno przestała istnieć 1 lipca 1968 w związku ze zmianą jej nazwy na gromada Kutno-Zachód. Zmiana ta była podyktowna utworzniem w jej sąsiedztwie nowej jednostki o nazwie gromada Kutno-Wschód i miała na celu odróżnienie obu jednostek od siebie.
Uwaga: Gromada Kutno (o innym składzie) istniała w powiecie kutnowskim także w latach 1954–56.